# Emona
Emona (latinsky Aemona) bylo římské castrum, vybudované císařem Claudiem roku 35 př. n. l. V místech, kde vzniklo, se původně nacházela keltská pevnost zřízená Taurisky. Nacházelo se v místech, kde splavná řeka Ljubljanica byla nejblíže Emonské pevnosti, která se nacházela na kopci nad řekou. Římské centrum představovalo významnou pevnost pro legionáře na přelomu letopočtu v době dalmátsko-panonské vzpoury. Své uplatnění našla také v letech 35 až 33 př. n. l. při výbojích císaře Augusta do oblastí západního Balkánu. Později sloužilo k obchodu mezi osadníky castra a kolonisty v severní části Římské říše, v niž bylo nejvýchodnějším castrem regionu. Ačkoli se dříve předpokládalo, že bylo součástí Panonie nebo Illyrika, archeologické nálezy z roku 2008 toto vyvrátily. Od konce 4. do konce 6. století byla Emona sídlem biskupství, které mělo intenzivní kontakty s biskupstvím v Miláně, což se odráželo v architektuře raně křesťanského komplexu podél ulice Erjavec v dnešní Lublani.
Castrum mělo i příhodnou polohu při Jantarové stezce z Aquileie k řece Dunaj, která ale často čelila nájezdům Germánů. V roce 388 během bitvy u Sávy Emonu obsadila vojska Magna Maxima. Když byl Maximus v bitvě poražen Theodosiem I., obyvatelé Emony přivítali vítěznou armádu. Nakonec však castrum vyplenili Hunové, kteří sem roku 452 vtrhli vedeni Attilou.